# St. Cyriakus (Weeze)

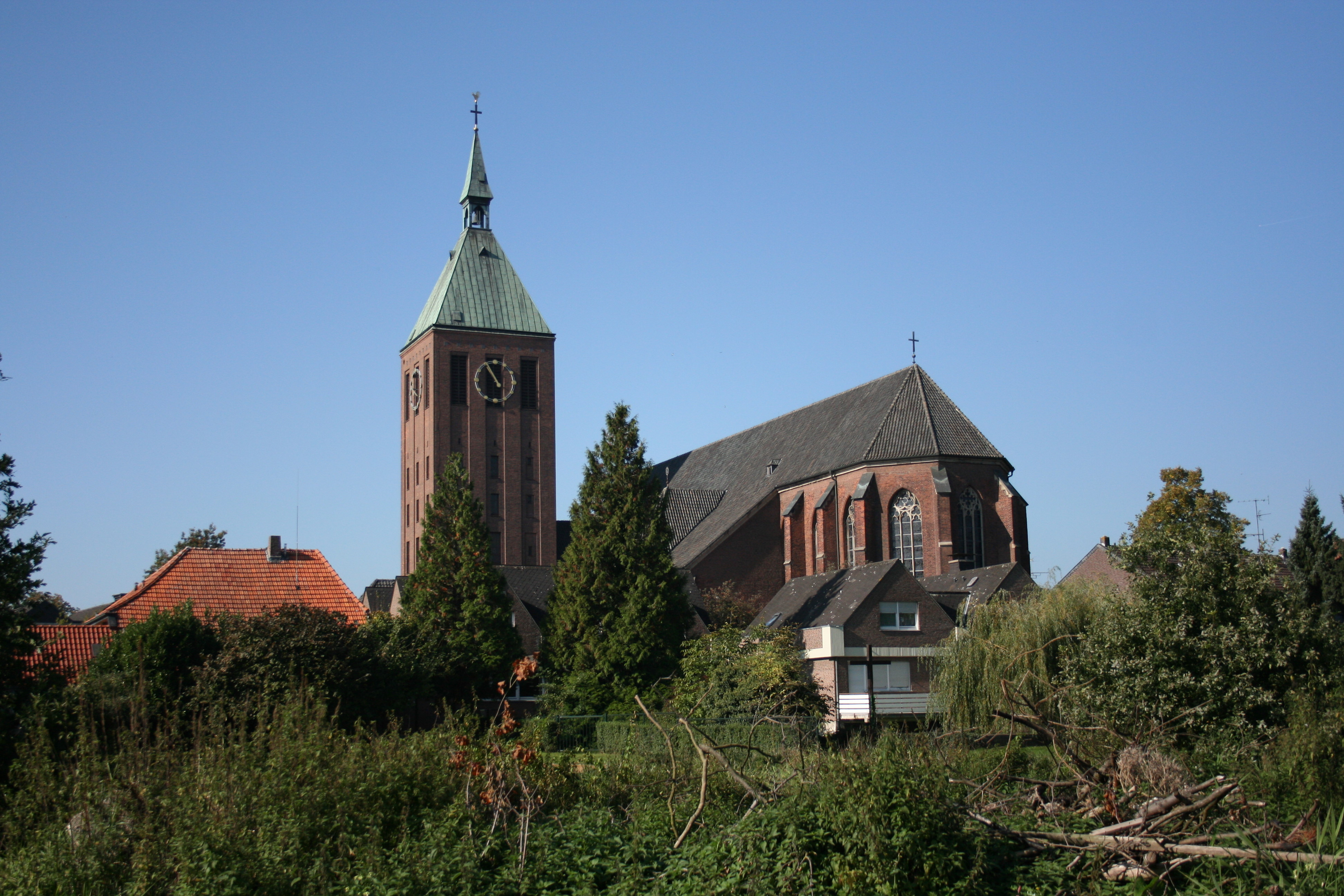
St. Cyriakus

Die Pfarrkirche Sankt Cyriakus ist die katholische Kirche in Weeze. Sie ist dem Hl. Cyriakus geweiht, einem Diakon, der im Jahre 303 in Rom den Märtyrertod starb. Er wird zu den Vierzehn Nothelfern gerechnet.

## Geschichte

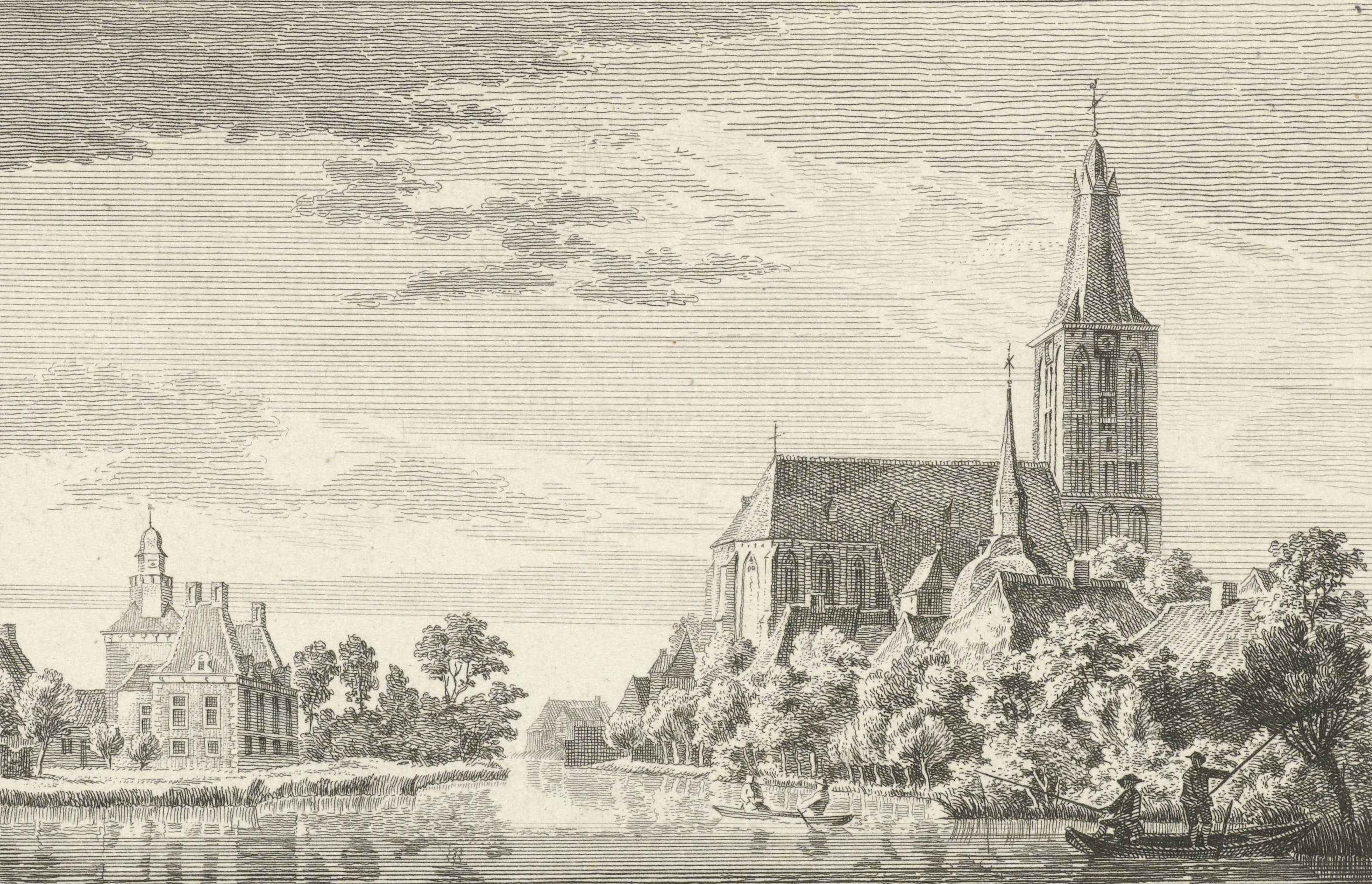
Haus Hertefeld & St. Cyriakus Weeze - van Liender Paul van Liender
nach Jan de Beijer

Eine Pfarrkirche in Weeze mit dem Patrozinium St. Cyriakus wurde im Jahre 1225 zum ersten Mal urkundlich erwähnt.
Bereits für das 9. Jahrhundert ist eine kleine Holzkirche urkundlich nachweisbar.
Auf romanische und dann frühgotische Vorgängerbauten folgte im 15. Jahrhundert ein Neubau mit langgestrecktem Ostchor, Querschiff und Turm. Seitdem stellte Sankt Cyriakus ein besonders schönes Bauwerk der niederrheinländischen Spätgotik dar.
Für die Kirche und ihre Umgebung waren im Februar 1945 der Artilleriebeschuss der Alliierten und die Sprengung des Turms durch deutsche Truppen verheerend. Nur der gotische Ostchor blieb erhalten. Große Teile der Inneneinrichtung fielen der Zerstörung zum Opfer.
Die heutige Kirche entstand 1953 bis 1955, wobei der Architekt Bernhard Kösters aus Münster den erhaltenen spätgotischen Chor und die beiden polygonalen Seitenschlüsse des Querhauses in seine Planung einbezog. Die übrigen beschädigten Bauteile wurden jedoch abgetragen. Der neue Turm wurde anders, als bei seinem Vorgänger, seitlich an das Seitenschiff angebaut.

## Ausstattung
Die bedeutenden Kunstwerke der Kirche, besonders an Holzschnitzwerken, wurde vorher ausgelagert und blieben somit in ihren besten Teilen erhalten. Einige schöne Holzplastiken schmücken heute den Kirchenraum. Der enthält sogar Hinweise für Jakobspilger auf dem Weg nach Santiago de Compostela. Allen voran ist hier zu nennen die Sitzfigur des heiligen Jakobus (um 1500) und eine neogotische Statue des Apostels.
Zu den kostbarsten Skulpturen gehören die „liebliche Madonna von Weeze“ um 1350, der heilige Cyriakus und „Gottvater“, beide um 1500.
Die Glasbilder der Fenster wurden von Joachim Klos entworfen und 1998 durch die Glasmaler Hein Derix in Kevelaer ausgeführt.

### Orgel
Die Orgel ist die ehemalige Walcker-Orgel des Essener Doms. Sie wurde, mit neuem Prospekt versehen, von der Orgelbaufirma Sauer aus Höxter in Weeze aufgestellt und im Mai 2006 geweiht. Die Aufstellung der Werke bietet eine optimale Klangabstrahlung aller Register in den Kirchenraum.
| I Hauptwerk C |       |
| Quintade      | 16′   |
| Prinzipal     | 8′    |
| Rohrflöte     | 8′    |
| Weidenpfeife  | 8′    |
| Oktav         | 4′    |
| Blockflöte    | 4′    |
| Quinte        | 2 ⁄3′ |
| Superoktave   | 2′    |
| Spillpfeife   | 2′    |
| Mixtur V      |       |
| Zimbel III    |       |
| Fagott        | 16′   |
| Trompete      | 8′    |

| II Oberwerk C    |       |
| Holzgedeckt      | 8′    |
| Spitzgedeckt     | 8′    |
| Prästant         | 4′    |
| Traversflöte     | 4′    |
| Prinzipal        | 2′    |
| Sifflöte         | 1 ⁄3′ |
| Sesquialter I-II |       |
| Scharff IV       |       |
| Holzkrummhorn    | 8′    |

| III Schwellwerk C |       |
| Holzprinzipal     | 8′    |
| Spitzgamba        | 8′    |
| Prinzipal         | 4′    |
| Kleingedackt      | 4′    |
| Rohrnasard        | 2 ⁄3′ |
| Schwegel          | 2′    |
| Mixtur VI         |       |
| Nonenzimbel IV    |       |
| Basson            | 16′   |
| Hautbois          | 8′    |
| Clairon           | 4′    |

| IV Bombardewerk C |        |
| Bourdon           | 16′ ** |
| Prinzipal         | 8′     |
| Gedackt           | 8′     |
| Oktave            | 4′     |
| Rohrflöte         | 4′     |
| Oktave            | 2′     |
| Mixtur V          |        |
| Cornett V-VI      |        |
| Horizontal        |        |
| Trompete          | 16′    |
| Trompete          | 8′     |
| Trompete          | 4′     |

| Pedalwerk C  |     |
| Prinzipal    | 16′ |
| Subbass      | 16′ |
| Oktav        | 8′  |
| Gemshorn     | 8′  |
| Choralbass   | 4′  |
| Piffaro II   |     |
| Hintersatz V |     |
| Posaune      | 16′ |
| Trompete     | 8′  |
| Schalmey 4′  |     |

- Koppeln: Hauptwerk – Oberwerk, Hauptwerk – Schwellwerk, Hauptwerk – Bombardwerk, Oberwerk – Schwellwerk, Oberwerk – Bombardwerk, Pedal – Hauptwerk, Pedal – Oberwerk, Pedal – Schwellwerk, Pedal – Bombardwerk.
- Spielhilfen: 4000 Setzer-Kombinationen.
- Übrige Register: Zimbelstern
- Anmerkung: ** = Pedalregister

### Glocken
Im Turm befinden sich aktuell sechs Glocken.
| Nr. | Name          | Gießer              | Jahr | Ton | ø in mm | Gewicht  |
| --- | ------------- | ------------------- | ---- | --- | ------- | -------- |
| 1   | St. Cyriakus  | Feldmann & Marschel | 1955 | cis | 1.500   | 2.080 kg |
| 2   | St. Maria     | Feldmann & Marschel | 1955 | dis | 1.320   | 1.450 kg |
| 3   | St. Johannes  | Feldmann & Marschel | 1955 | e   | 1.240   | 1.180 kg |
| 4   | St. Apollonia | Feldmann & Marschel | 1955 | fis | 1.100   | 810 kg   |
| 5   | St. Josef     | Feldmann & Marschel | 1955 | gis | 980     | 550 kg   |
| 6   | St. Katharina | Feldmann & Marschel | 1955 | h   | 810     | 310 kg   |